# Räuber Vieting

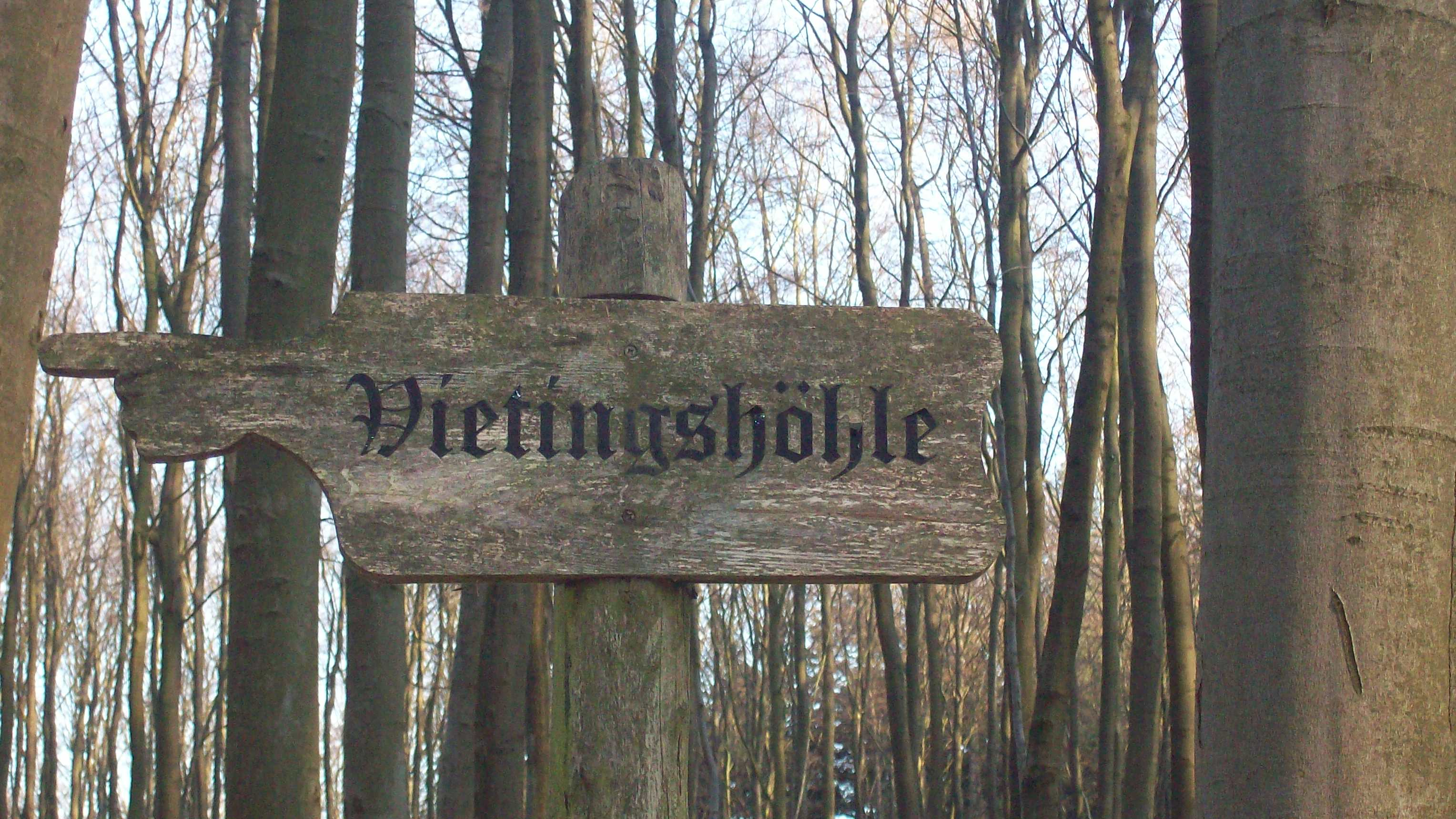
Vietingshöhle

Räuber Vieting oder auch Viting ist eine Sage aus dem Raum Parchim, Mecklenburg-Vorpommern. In ihr geht es um den Räuberhauptmann Vieting, der mit seiner Bande Kaufleute und andere Reisende beraubt und meistens auch ermordet. Eines Tages trifft Vieting im Wald nahe seinem Versteck auf ein junges Mädchen und nimmt es gefangen. Der Sage zufolge passierten diese Geschehnisse am Sonnenberg bei Parchim. Dort befindet sich eine Höhle, die dem Räuber als Versteck gedient haben soll. Diese Höhle ist seither als Vietingskeller bekannt.
Es gibt verschiedene Versionen der Sage. Die erste schriftliche Überlieferung geht auf das Jahr 1670 zurück.

## Urgeschichte 1670

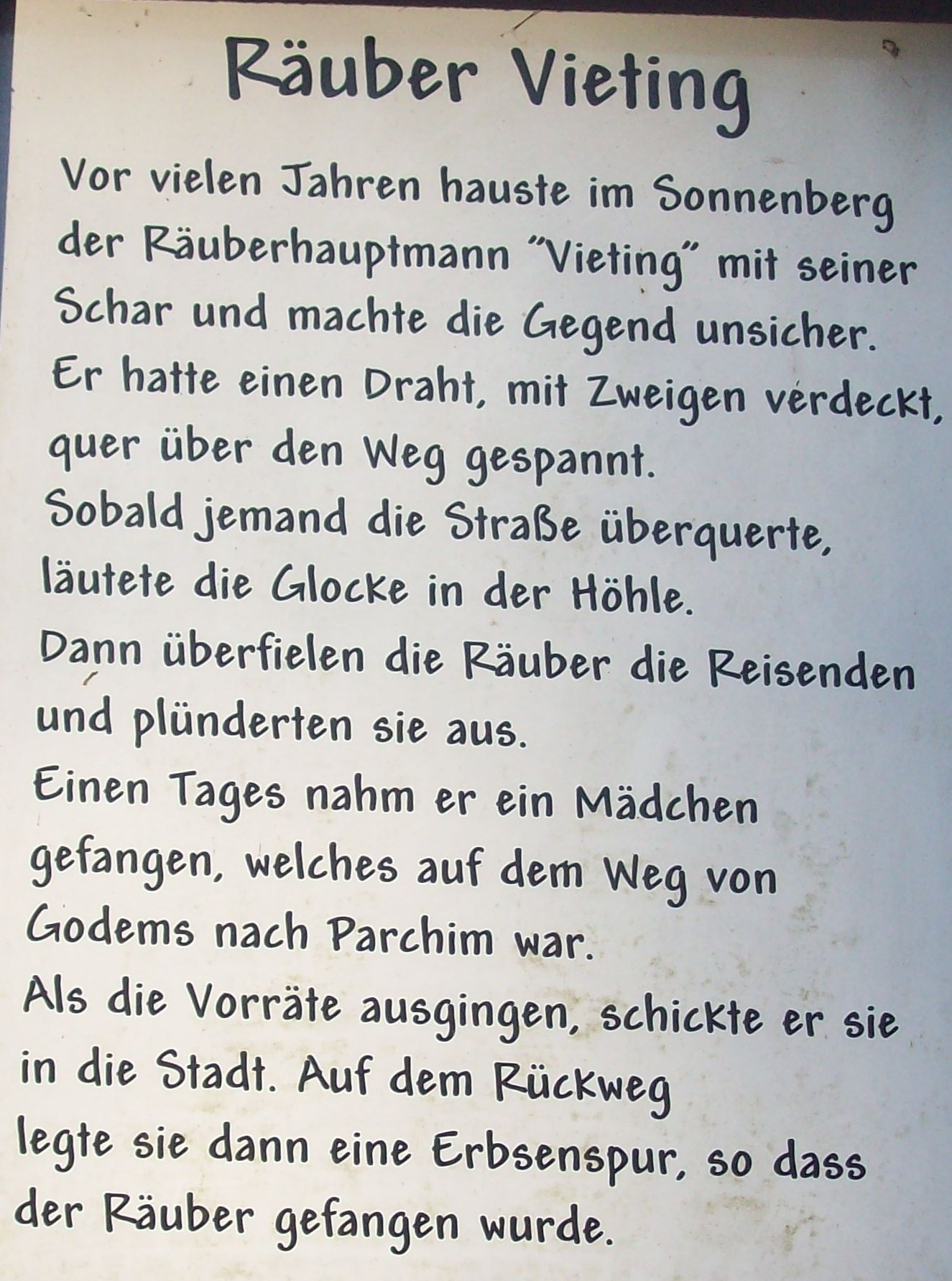
Die Sage vom Räuber – Kurzfassung

„Noch sollte ich hier Meldung thun von einem Ort im Sonnenberge gelegen, genannt Vitingskeller, von welchem folgendes von Alten berichtet wird; ich weiß nicht, ob es ein Gedicht oder Geschicht sey: Es habe sich ein Räuber und Mörder, Namens Viting, des Orts in einer Kluft aufgehalten und die reisenden Leute beraubet und ermordet. Unter andern habe er ein Weibsbild ertappet, deren Tod ihn gejammert und deren Gestalt ihm gefallen. Er schenkt ihr das Leben und nimmt sie zur Ehe, nachdem sie einen starken Eid getan, sein Thhun und Wesen den keinem Menschen zu verraten, und indem sie herausgehet, tritt sie vor die Zingel und spricht: ‚Lieber Zingel, ich klage es dir, was Viting so manchen Menschen thut, und so du mir willst nachspüren, können dich diese ausgelegten Erbsen dahin bringen.‘ Das soll etliche Umstehende gehört und der Obrigkeit angemeldet haben, welche durch diese Veranlassung der Ort aufgesucht und den Mörder zu gebührender Strafe gezogen. Wenn es eine wahre Geschichte wäre, könnte man daraus sehen, wie wunderlich Gott ein Ding kann lassen an den Tag kommen und die Übeltäter zur Strafe ziehen.“

## Zusammenfassung der neueren Versionen der Sage
Die Hauptpersonen beider Versionen sind Isalbe und Räuber Vieting. Das junge Mädchen stammt aus dem Dorf Slate oder aus dessen näherer Umgebung. Der Räuberhauptmann bewohnt auf dem Sonnenberg eine Räuberhöhle, auch Vitingskeller genannt.
Räuber Vietings täglich Brot war es (mal mit, mal ohne Räuberbande) Kaufleute und Reisende zu berauben und zu ermorden. Die Reisenden befanden sich auf dem Weg in die Stadt Parchim, wofür sie ein Waldgebiet durchqueren mussten. In diesem Wald lag der Sonnenberg, in dem Vieting mit seiner Bande hauste. Durch die zahlreichen Überfälle wurde er berühmt berüchtigt im gesamten Umkreis der Stadt und darüber hinaus. Die Stadtherren aus Parchim versuchten mit allen Mitteln Vieting einzufangen, doch leider erfolglos.
Das Mädchen Isalbe verließ einst ihr Heimatdorf, um einige Besorgungen für die Mutter beim Müller in Stolpe zu erledigen. In einer der Überlieferungen ging sie gemeinsam mit einem Mädchen durch den Wald, um zur Stadt Parchim zu gelangen. Als sie in die Nähe des Sonnenberges kamen, begegneten sie dem Räuber Vieting, der Isalbe gefangen nahm, das andere Mädchen aber umbrachte. Das junge Mädchen wurde zum Vietingskeller gebracht, wo Viting sie als neue Haushälterin vorstellte. In anderen Versionen wird sie als seine Frau bezeichnet, wieder andere schreiben, dass der Räuber viele Frauen hatte. Die anderen Räuber waren froh, dass jemand flicken, nähen und kochen konnte.
Isalbe musste einen Schwur (in manchen Überlieferungen auch nur einen Eid) ablegen, dass sie keinem Menschen etwas von Vieting und seinen Taten erzählen würde. Sie schwor, jedoch nicht aus vollster Überzeugung. Ihr sehnlichster Wunsch war es, den Menschen, denen Vieting Leid antat zu helfen, so dass alles ein Ende haben sollte, ohne dass sie dabei ihren Schwur/Eid brechen musste.
Einige Monate vergingen, als Besorgungen in der Stadt erledigt werden mussten. Isalbe hatte mittlerweile das Vertrauen der Räuber gewonnen und machte den Eindruck, dass sie sich bei ihnen wohlfühlte. In dieser Zeit hatten die Stadtherren von Parchim die Suche nach den Räubern ausgeweitet, weshalb Vieting und seine Leute nicht ohne weiteres nach Parchim gehen konnten. In anderen Versionen haben die Kaufleute und Reisenden ihre Route geändert und die Räuber mussten auf anderem Wege ihr Überleben sichern. So kam es dazu, dass Isalbe den Auftrag bekam, nach Parchim zu gehen und dort einige Dinge zu besorgen. Sie ging am frühen Morgen in die Stadt, um die Gewürze zu kaufen, dafür benötigte sie den gesamten Vormittag. Auf dem Rückweg blieb sie am Schlagbaum des Parchimer Stadttors stehen und klagt ihm ihr Leid.
Version 1

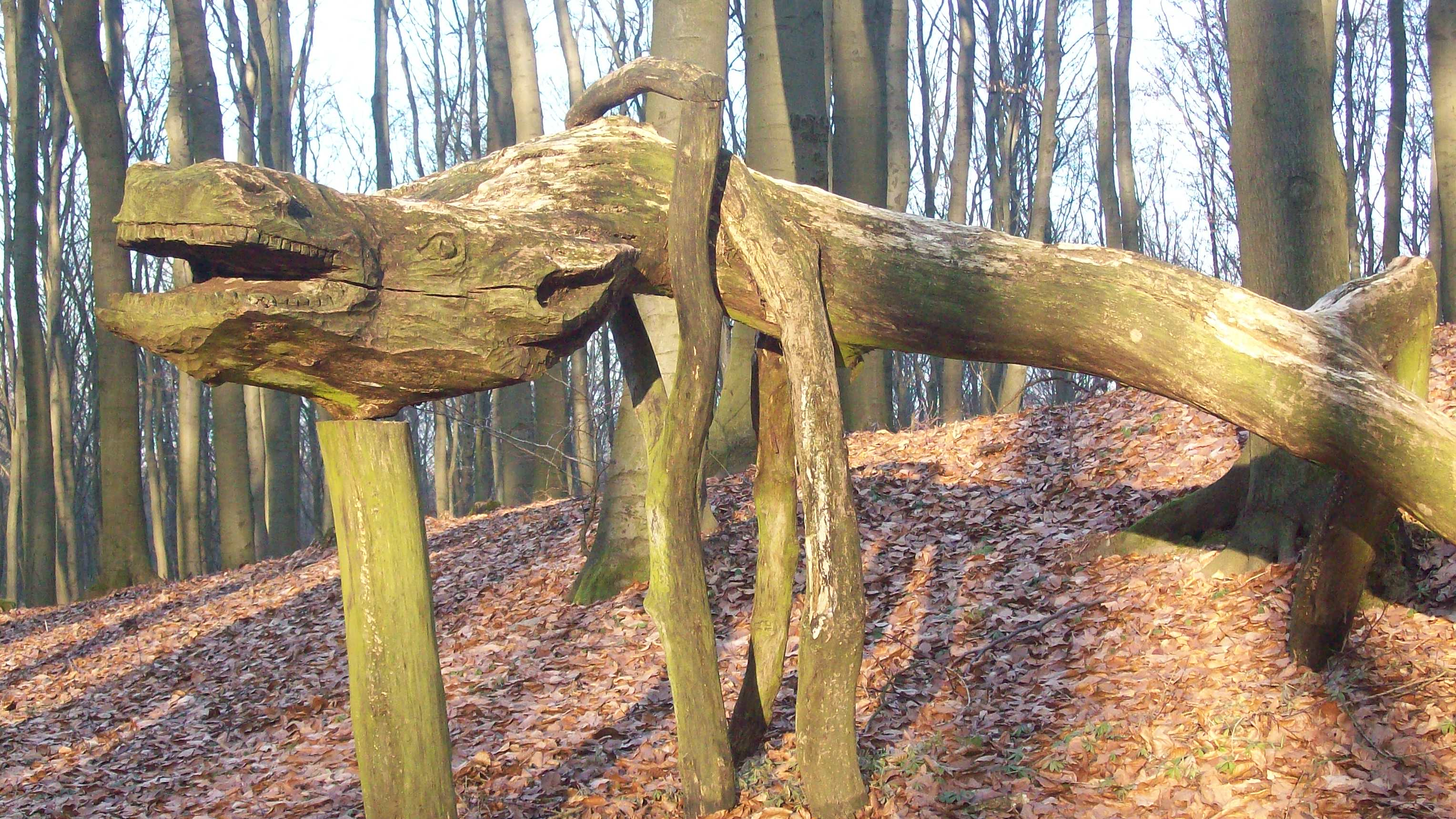
Sonnenberg

| Slagboom, ik klag di, de Viting dee plagt mi, soeben Johr hett he mi all plagt, wolang' he mi noch plagt, weit ik nich. Wo ik Arften henstreu, dor folgt mi. Wo ik de letzten Arften vermiß, dor is Viting gewiß. Ik will minen Mann nich verraden, oewer de Arften koenen em verraden. | Schlagbaum, ich klage dir, Vieting, der plagt mich, sieben Jahre hat er mich schon geplagt, wie lange er mich noch plagen wird, weiß ich nicht. Wo ich die Erbsen hinstreue, da folgt mir. Wo die letzten Erbsen sind, da ist Viting gewiß. Ich will meinen Mann nicht verraten, aber die Erbsen können ihn verraten |

Version 2
„Slagboom, ick klag di,

Viting, de plagt mi.

Wenn du mi helpen wist,

denn folg mi up de Arwten nah
Ein in der Nähe stehender Stadtsoldat hörte ihre Klage und alarmierte seine Kollegen. Die Soldaten folgten der Erbsenspur von Isalbe. Dadurch wurde Vietings Versteck gefunden. So wurde Vieting und seinen Räubern das Handwerk gelegt und Isalbe konnte in ihr Heimatdorf zurückkehren. In anderen Überlieferungen wollte Vieiting vor seiner Hinrichtung noch ein letztes Mal seine Frau sehen. Der Wunsch wurde ihm erfüllt, als sie zu ihm geführt wurde, küsste er sie und biss ihr zur Strafe, dass sie ihren Schwur gebrochen hatte, die Zunge ab.

## Personenbeschreibung der Hauptfiguren
In den drei Versionen gibt nur „Die Sage vom Räuber Viting“ nähere Auskunft über die Hauptpersonen. In den anderen Ausführungen fällt sie komplett weg.
Räuber Vieting
- ist von Beruf Räuberhauptmann
- wird als „heimlicher, unheimlicher Herr des Waldes und der Landstraße, Herr über alle Transporte, die von Nord nach Süd und von Süd nach Nord durch Parchim rollten“ beschrieben[4]
- Vieting trägt einen „wilden roten Bart“[4] und hat kleine Augen
- er trägt Kleider, die als „merkwürdig aus reich und arm zusammengestoppelten Kleidern“[4] beschrieben werden, sowie einen mit Federn geschmückten Schlapphut

Mädchen
- sie ist zwischen 14 und 15 Jahren alt
- wird als kräftig und stark beschrieben
- fleißig und geschickt
- ihr Vater kam im Krieg um, die Mutter war kränklich
- sie hatte 5 kleine Geschwister, um die sie sich kümmern musste
- ihre Familie lebte auf einem Hof

## Unterschiede der verschiedenen Versionen der Sage
Die größten Unterschiede bei den Überlieferungen sind am Anfang der Sage entstanden:
| Überlieferte Sagen                                                        | „Sage vom Räuber Viting“ (Urfassung von 1670) | „Vom Räuber Vieting“ | „Die Sage vom Räuber Viting“                  |
| ------------------------------------------------------------------------- | --------------------------------------------- | --- | --------------------------------------------- |
| Mädchenname beschrieben als:                                              | Weibsbild                                     | Mädchen | Isalbe                                        |
| Herkunft:                                                                 | ist unbekannt                                 | ist unbekannt, es wird gemutmaßt, dass sie aus Godems, Herzfeld, Slate oder Stolpe kommt oder das sie „das Buttermädchen aus Kiekindemark“ sein könnte | stammt aus dem Dorf Slate                     |
| Alter des Mädchens:                                                       | unbekannt                                     | unbekannt | 14 oder 15 Jahre                              |
| Anzahl der Mitglieder der Räuberband + Verbindung zu anderen Räuberbanden | wird nicht erwähnt                            | 3, 7 oder 18 Mann | 1 Dutzend (12 Mann) oder 2 Dutzend            |
| Verbindung zu anderen Räuberbanden:                                       | nicht bekannt                                 | - Stand in Kontakt mit Räuber Strunz, Räuberhauptmann vom Friedrichsruher Burgwall und dem Räuberhauptmann vom Goldenbow - Räuber vom Vietingskeller im Sonnenberg bildeten mit denen von der Mordkuhle in Radepohl und vom Burgwall bei Friedrichsruhe eine Räubergsellschaft | nicht bekannt                                 |
| Weg des Mädchens:                                                         | nicht näher beschreiben                       | zu zweit unterwegs, eine wird getötet, die andere nahm Vieting zur Frau | allein unterwegs, um Mehl in Stolpe zu kaufen |
| Ehefrauen des Räuber Vieting:                                             | nahm das Mädchen zur Frau                     | nahm das Mädchen zur Frau; der Erzähler sagt: „Andere sagen, daß er viele Frauen hatte…“ | eine Frau wird nicht erwähnt                  |
| Kinder                                                                    | keine Kinder                                  | sie hatten 5 Kinder, das Mädchen wünschte sich 12 | keine Kinder                                  |
| Dauer der Gefangenschaft                                                  | keine Angabe                                  | 7 Jahre | circa 1 Jahr                                  |

## Räuber Vieting heute

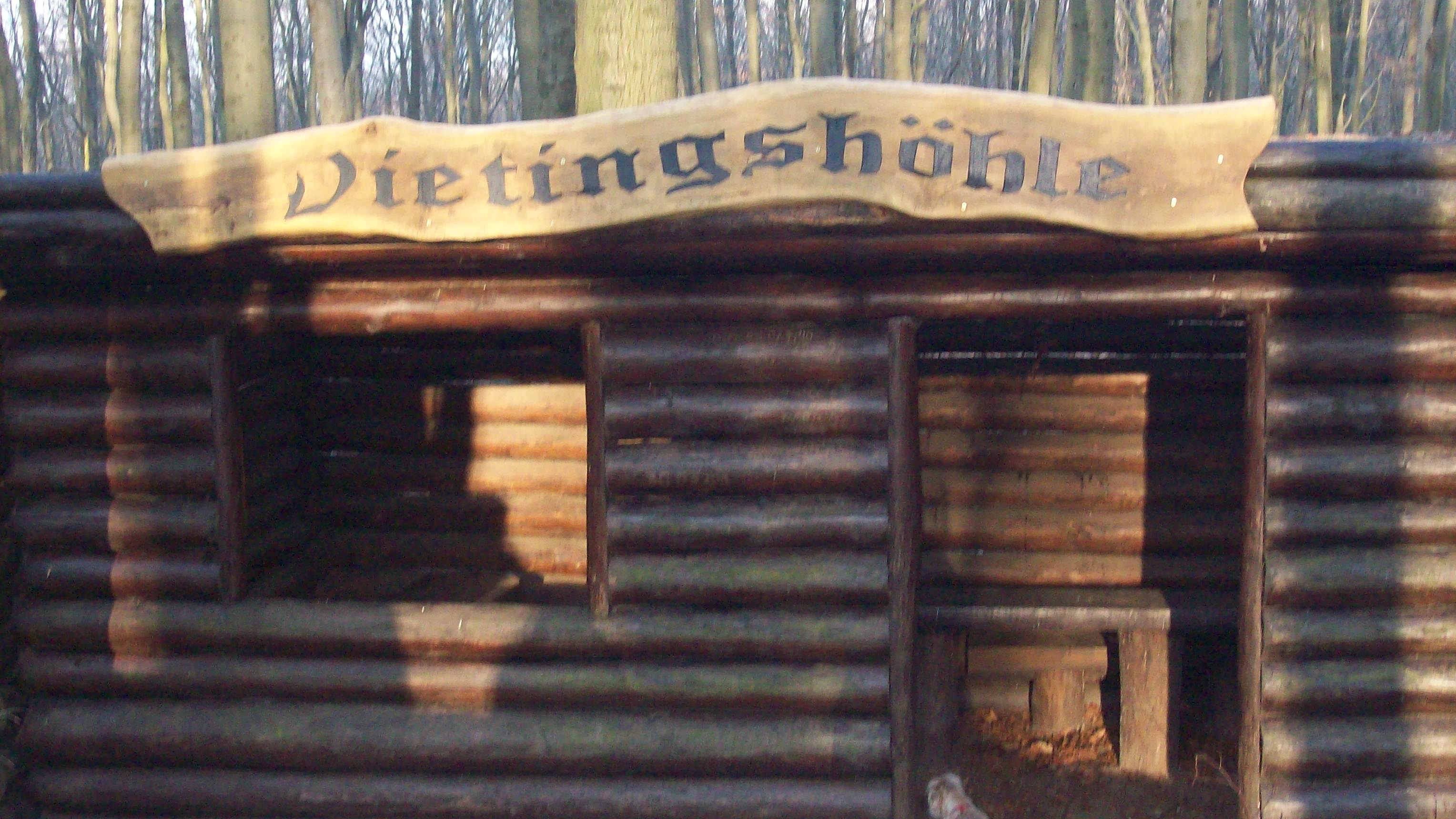
Vietingshöhle heute

Der Sonnenberg existiert noch heute. In der Stadt Parchim werden Stadtführungen angeboten, die den „Erbsenweg“ entlangführen. Die Sage entstand wahrscheinlich dadurch, dass an warmen Tagen über dem Sonnenberg ein leichter Nebel hängt, so dass es aussah, als wäre er bewohnt und jemand würde dort Brot backen oder kochen. Dieses Nebelphänomen existiert noch heute.